# Sirmium
Sirmium (en serbe cyrillique : Сирмијум ; en serbe latin : Sirmijum), aujourd'hui Sremska Mitrovica, dans la province de Voïvodine, en Serbie, était une cité romaine située dans la province de Pannonie. Originellement fondée par les Celtes au IIIe siècle av. J.-C. et conquise par les Romains au Ier siècle av. J.-C., elle fut la capitale économique de la province de Pannonie et l'une des quatre capitales de l'Empire romain au temps de la Tétrarchie. L'actuelle région de Syrmie (Srem) lui doit son nom. En raison de son importance, le site de Sirmium est inscrit sur la liste des sites archéologiques d'importance exceptionnelle de la république de Serbie.

## Histoire

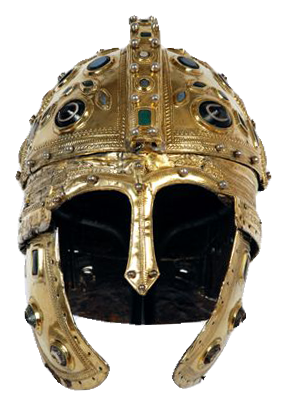
Casque en or romain trouvé près de Sirmium, musée national de Novi Sad.

Sur le site de Sirmium, les archéologues ont mis au jour des vestiges de peuplement humains datant de 5000 av. J.-C.[réf. nécessaire]. La ville a été fondée au IIIe siècle av. J.-C. par la tribu pannonienne des Amantini et par la tribu celte des Scordiques. Le roi des Triballes Syrmos fut plus tard considéré comme le fondateur éponyme de Sirmium mais ces deux noms possèdent une origine étymologique différente et furent contaminés à une date ultérieure. Le nom de Sirmium signifie « le flot », « l'eau qui s'écoule » ou « la terre humide », en référence à la rivière Save (en latin : Savum), située à proximité.
Avec l'appui des Scordiques, le proconsul romain Marcus Vinicius s'empara de Sirmium en 14 av. J.-C.,. Au Ier siècle, Sirmium obtint le statut de colonie et devint une importante position militaire et un centre stratégique de la province de Pannonie. Les expéditions militaires de Trajan, Marc Aurèle et Claude II furent préparées à Sirmium.
En 103, la Pannonie fut divisée en deux provinces, la Pannonie supérieure et la Pannonie inférieure et Sirmium devint la capitale de la Pannonie inférieure. En 296, Dioclétien réorganisa la Pannonie en quatre provinces : la Pannonia Prima, la Pannonie-Valeria, la Pannonia Savia et la Pannonia Secunda ; Sirmium devint la capitale de la Pannonia Secunda.

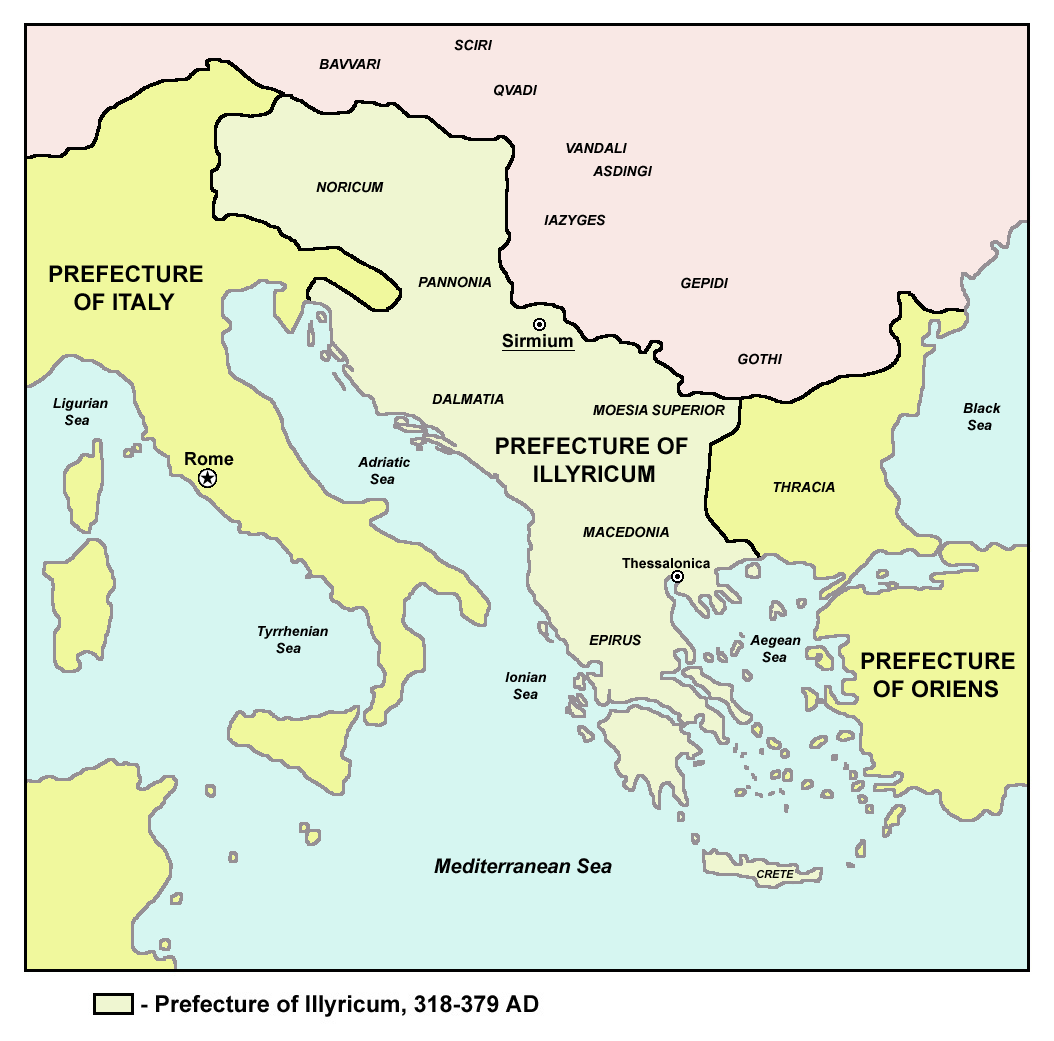
Carte de la préfecture d'Illyrie, 318–379, capitale Sirmium.

En 293, avec l'instauration de la Tétrarchie, l'Empire romain fut divisé en quatre parties ; Sirmium devint ainsi l'une des capitales de l'Empire, avec Trèves, Mediolanum (Milan) et Nicomédie. Pendant cette période, Sirmium fut la capitale de l'empereur Galère. Avec l'instauration des préfectures prétoriennes en 318, Sirmium devint la capitale de la préfecture d'Illyrie, statut qu'elle conserva jusqu'en 379 ; à cette date, la préfecture d'Illyrie fut rattachée à la préfecture d'Italie, tandis que la partie orientale de la préfecture, avec comme capitale Thessalonique, fut placée sous le contrôle de l'Empire romain d'Orient.
À partir du IVe siècle, Sirmium devint un centre important pour le développement du Christianisme ; la ville fut le siège de l'évêché de Syrmie. Plusieurs conciles se tinrent dans la ville, connus sous le nom de conciles de Sirmium. Sirmium abritait un palais impérial, un hippodrome, une monnaie, plusieurs théâtres, des bains publics, des temples, des édifices publics et de luxueuses villas. L'historien Ammien Marcellin surnommait la ville « la glorieuse mère des cités ».
Saint Irénée de Sirmium fut évêque sous le règne de Dioclétien. Il refusa de faire des sacrifices païens même à la demande de sa famille. Il fut condamné par le gouverneur de Pannonie Probus, torturé puis décapité le 24 mars 304 et jeté dans le fleuve.
En 333, l'anonyme de Bordeaux en fit l'extrémité d'un tronçon de son périple vers Jérusalem, attestant que la ville était un haut lieu de la chrétienté à cette époque.
À la fin du IVe siècle, Sirmium fut envahie par les Goths ; elle fut ensuite annexée par l'Empire romain d'Orient. En 441, la ville fut conquise par les Huns et, pendant plus d'un siècle, resta entre les mains de diverses tribus, Ostrogoths et Gépides. Pendant une courte période, Sirmium fut le centre de l'État des Gépides et le roi Cunimond y battit monnaie. Après 567, Sirmium fut reprise par l'Empire romain d'Orient. Mais la ville fut finalement conquise et détruite par les Avars en 582.
En 368, Ambroise de Milan et son frère Satyrus sont nommés à Sirmium par Sextus Pretorius Probus comme avocats après de la cour centrale de justice de Pannonie.

## Empereurs romains
Dix empereurs romains sont nés à Sirmium ou à proximité de la ville : Trajan Dèce (201-251), Herennius Etruscus (227-251), Hostilien (?-251), Claude II le Gothique (214-270), Quintillus (?-270), Aurélien (vers 207-275), Probus (232-282), Maximien (vers 250-310), Constance II (317-361) et Gratien (359-383).

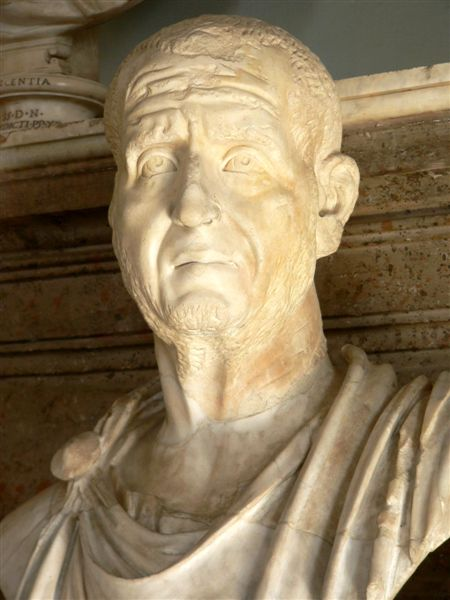
Trajan Dèce.
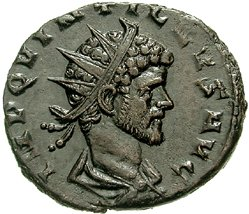
Antoninianus à l'effigie de Quintillus.
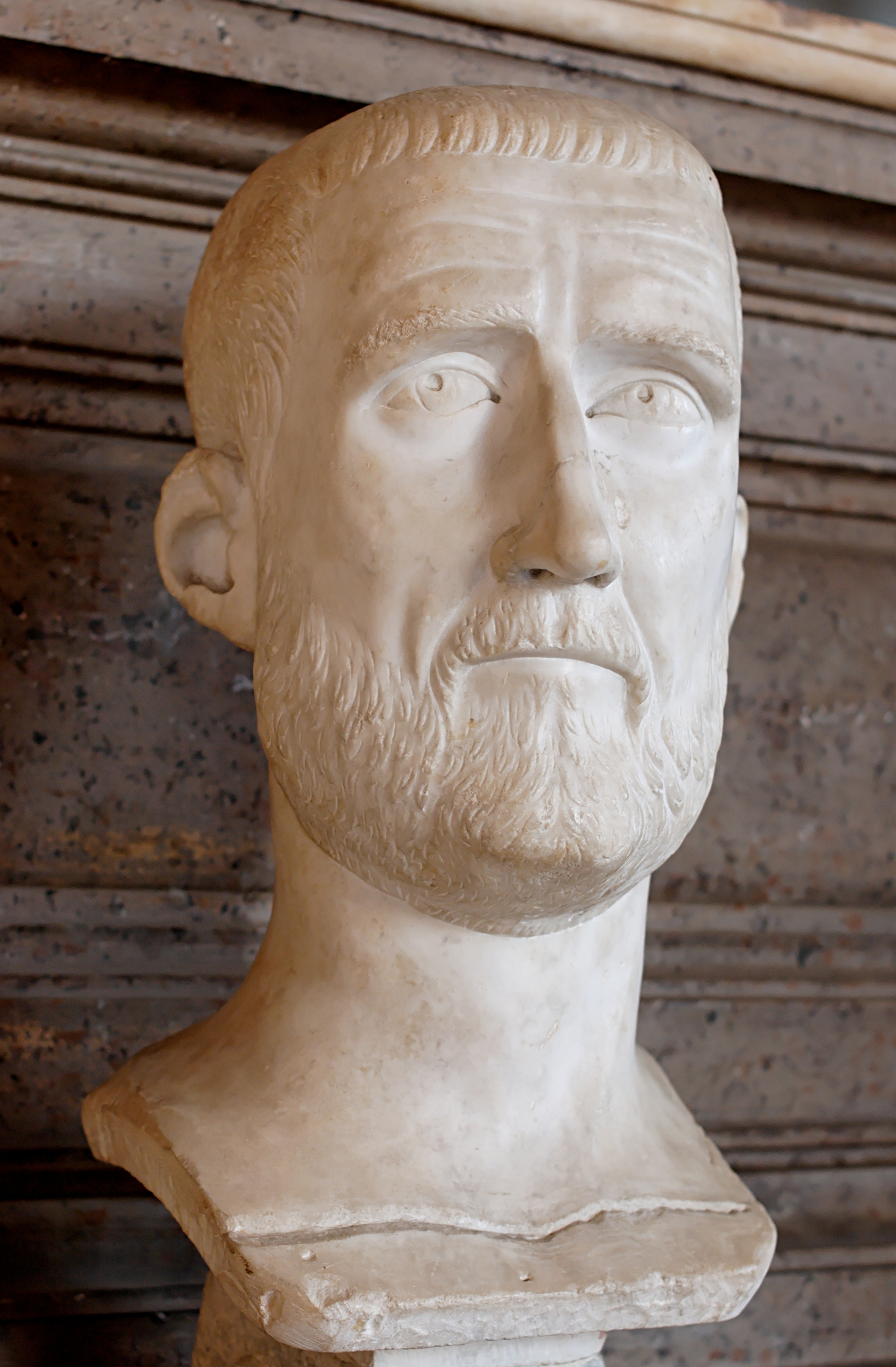
Probus.
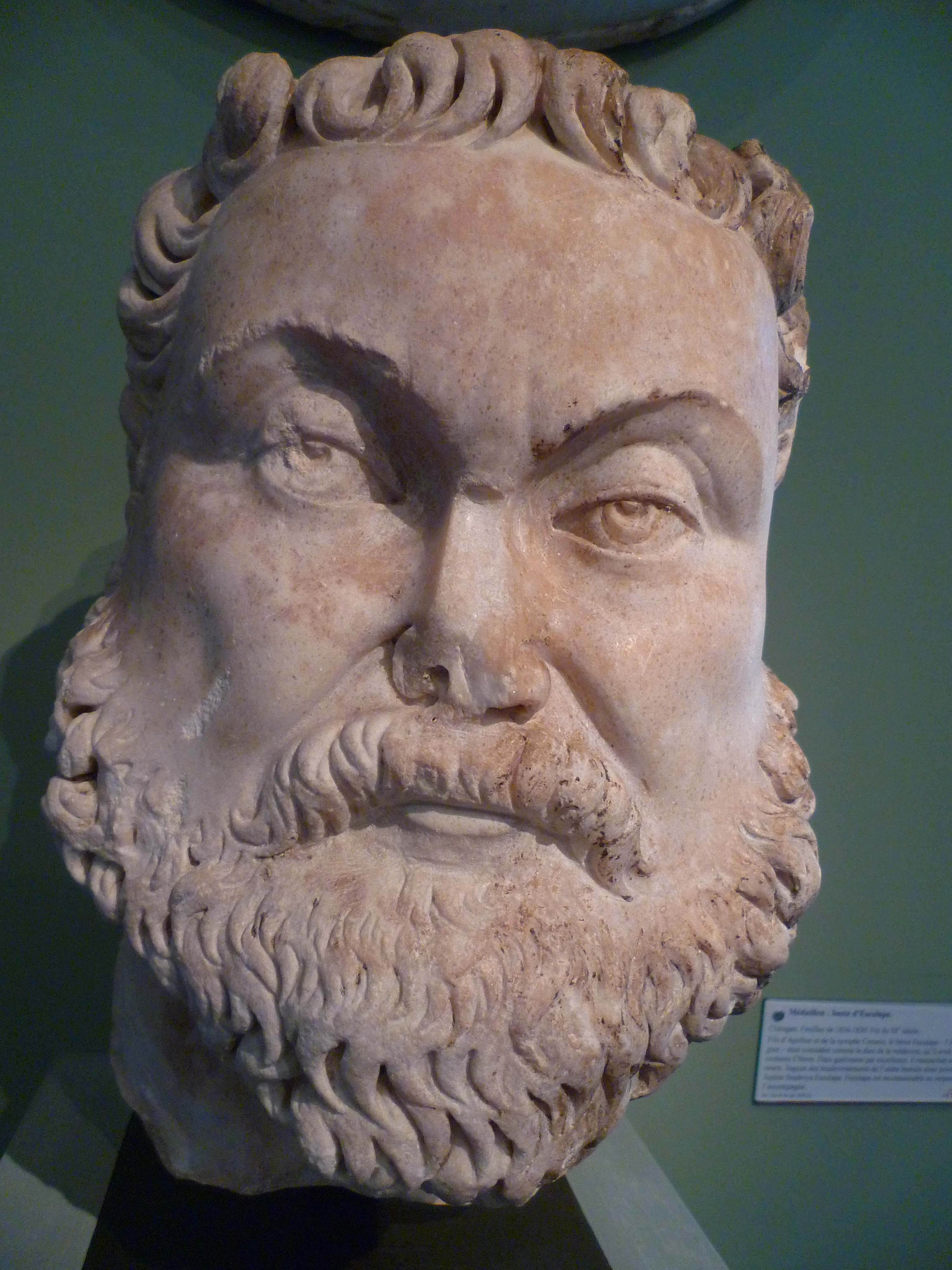
Maximien.
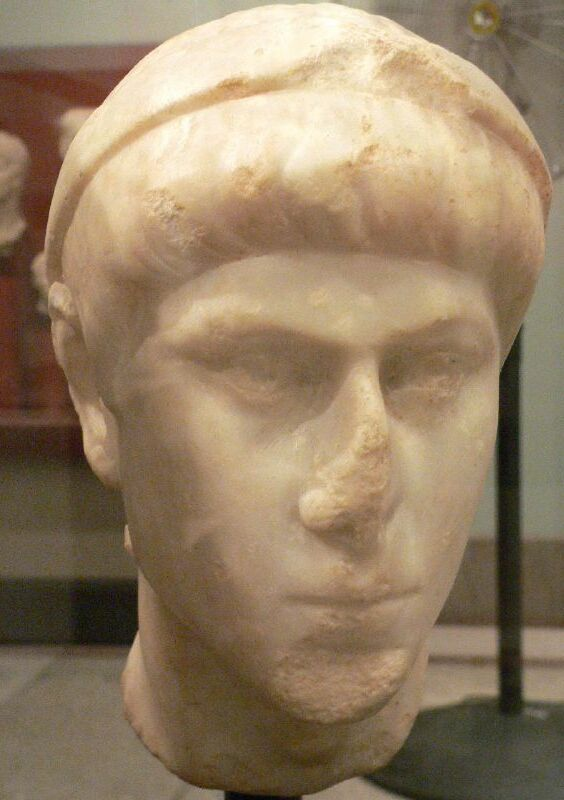
Constance II.

Le dernier empereur de l'Empire unifié, Théodose le Grand (378–95), est devenu empereur à Sirmium. Les usurpateurs Ingenuus et Regalianus se sont également proclamés empereurs dans la ville en 260. De nombreux autres empereurs romains ont résidé à Sirmium, dont Marc Aurèle qui y aurait rédigé certaines parties de ses Pensées pour moi-même.

## Découvertes archéologiques

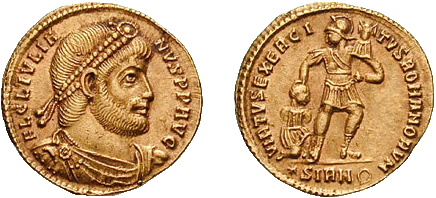
Solidus de l'empereur Julien, frappé à Sirmium, vers 361.

Au début des années 1970, des archéologues américains auraient poussé le gouvernement à proposer aux habitants de la ville de Sremska Mitrovica à reconstruire leur ville ailleurs, pour permettre des fouilles systématiques. Le gouvernement de la ville aurait repoussé la proposition, appuyé par le gouvernement de la république fédérative socialiste de Yougoslavie[réf. nécessaire].
Au cours de travaux de construction d'un nouveau centre commercial à Sremska Mitrovica, en 1972, un ouvrier a découvert par hasard un récipient en or d'époque romaine d'environ 2 m. Trente-trois pièces de monnaie en or ont aussi été découvertes, enveloppées dans un sac en cuir, à l'intérieur du mur d'une maison romaine, constituant peut-être les économies de la famille habitant la maison ; parmi ces pièces, frappées par l'atelier monétaire romain de Sirmium figuraient quatre pièces rares datant du règne de Constance II et considérées comme un exemple remarquable de pièces du IVe siècle. De façon ironique, le travailleur qui a découvert ces pièces portait le nom de Zlatenko, ce qui, en serbe, signifie « l'homme en or »[réf. nécessaire]. Mais les pièces en or lui furent retirées, et il dut se contenter d'une simple médaille honorifique, sans valeur.
Sirmium possédait aussi un hippodrome, dont l'emplacement est connu mais qui, jusqu'à présent, n'a pas encore été mis au jour. Le palais impérial, qui s'étendait sur 450 m de long sur 150 m de large se trouve en grande partie sous l'actuelle ville de Sremska Mitrovica.

## Résidents célèbres
- Marc Aurèle, empereur romain (161-180) ; il a résidé à Sirmium lors des campagnes de Pannonie de 170-180 ;
- Maximin Ier le Thrace, empereur romain (235-238), a gouverné l'Empire depuis Sirmium ;
- Ingenuus, empereur romain (260), s'est proclamé lui-même empereur à Sirmium ;
- Regalianus, empereur romain (260), s'est proclamé lui-même empereur à Sirmium ;
- Galère, empereur romain (305-311), a gouverné en tant que César, à l'époque de la Tétrarchie, depuis sa résidence de Sirmium (293-296) ;
- Crispus, César de l'Empire romain ; il s'est proclamé César à Sirmium en 317 ;
- Constantin II (empereur romain), César de l'Empire romain ; proclamé à Sirmium in 317 ;
- Vetranion, empereur romain, autoproclamé à Sirmium en 350 ;
- Ambroise de Milan[8] ;
- Théodose le Grand, empereur romain (378-395) ; devenu empereur à Sirmium ;
- Valerius Licinius, préfet du diocèse de Pannonie, résidence à Sirmium (308-314) ;
- Apricanus, préfet de la Pannonia Secunda, résidence à Sirmium (355) ;
- Mesala, préfet de la Pannonia Secunda (373) ;
- Petronius Probus, préfet à Sirmium (374) ;
- Aurelius Victor, préfet de la Pannonia Secunda (361) et auteur d'une Histoire de Rome jusqu'au règne de l'empereur Julien ;
- Leontius, préfet à Sirmium (426).